# Teodoro Reding
Teodoro Reding von Biberegg (Schwyz, 5 de julio de 1755-Tarragona, 23 de abril de 1809) fue un militar español, héroe de la Guerra del Rosellón y la Guerra de la Independencia Española.

## Biografía
Reding nació en Schwyz, Suiza, el 5 de julio de 1755, hijo de Theodor Anton Reding y Magdalena Freuler. Su padre era teniente coronel del ejército español, y sus dos hermanos, Alois von Reding y Nazar von Reding, también sirvieron como mercenarios en el servicio español. Se unió al ejército español a los 14 años y fue ascendido a capitán en 1772, a teniente coronel en 1781 y a coronel de un regimiento suizo en 1788. Lideró tropas contra los franceses en Navarra y el País Vasco durante la Guerra del Rosellon, un teatro de las guerras revolucionarias francesas, y fue herido en acción varias veces. Ascendido a brigadier en 1793 y a mariscal de campo en 1795, Reding luchó en la Guerra de las Naranjas contra Portugal.

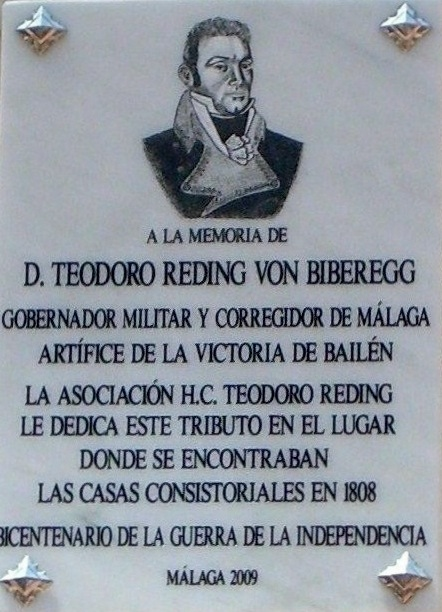
Placa en honor a Teodoro Reding en la Plaza de la Constitución.

En 1802 fue destinado con su regimiento a Málaga para guarnecerla, y participó activamente en el intento de paliar las epidemias de fiebre amarilla que se desataron en 1802 y 1803; acciones en las que fallecieron casi 200 integrantes de la unidad. En 1806 fue nombrado gobernador de Málaga (1806-1808), cargo en el que destacó por sus acciones en pos del bienestar de los malagueños, impulsando diversas reformas en materia sanitaria, social, política, económica y urbanística, y siempre mirando por los más desfavorecidos. En 1808, cuando se inicia la Guerra de la Independencia Española, preside la Junta de Málaga y es nombrado jefe de las tropas del Reino de Granada.
Reunido en Porcuna con el general Castaños, responsable de las fuerzas del Reino de Sevilla, se acuerda la unificación de tropas y formación del llamado Ejército de Andalucía, quedando Castaños como general en jefe y Reding como jefe de la Primera División. Al mando de ésta y de la Segunda, correspondiente al general Antonio Malet, marqués de Coupigny, Reding se enfrentó a la columna del general Pierre-Antoine Dupont de l'Étang en la conocida como batalla de Bailén el 19 de julio de 1808, la primera victoria en campo abierto sobre un cuerpo de ejército de Napoleón en toda Europa a favor de los españoles.

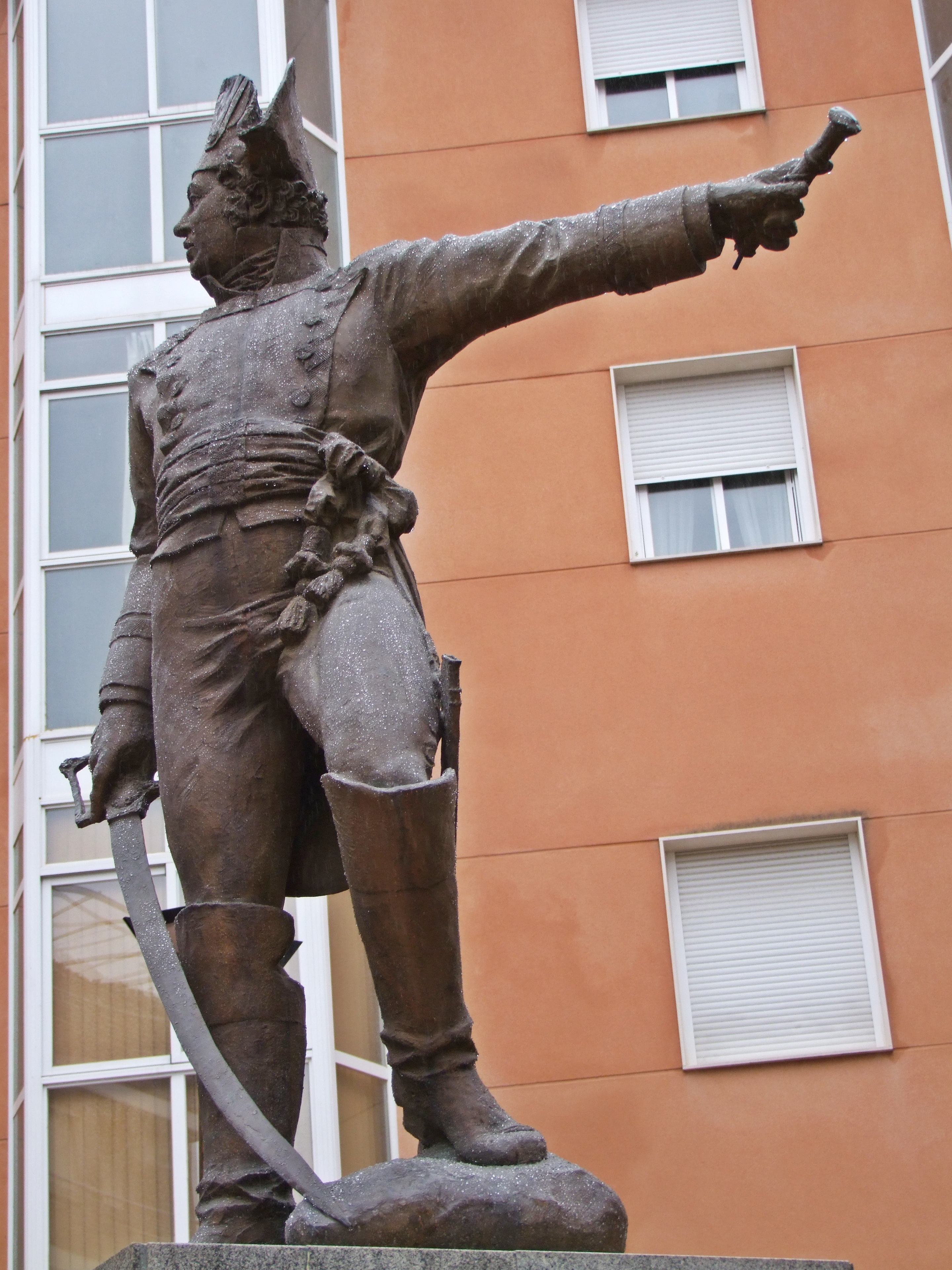
Estatua del General Teodoro Reding en Bailén

Destinado posteriormente al frente de Cataluña, intentó reorganizar sus fuerzas al asumir el mando supremo como capitán general de Cataluña, sustituyendo al general Vives, y consiguió disponer de unos 30 000 hombres, pero fue derrotado por Gouvion Saint-Cyr cerca de Valls.
Reding resultó herido y fue llevado a Tarragona, donde murió dos meses después a causa de una infección de tifus contraída en sus visitas a los enfermos del hospital de Tarragona, el 23 de abril de 1809. Fue enterrado en el cementerio de dicha ciudad.

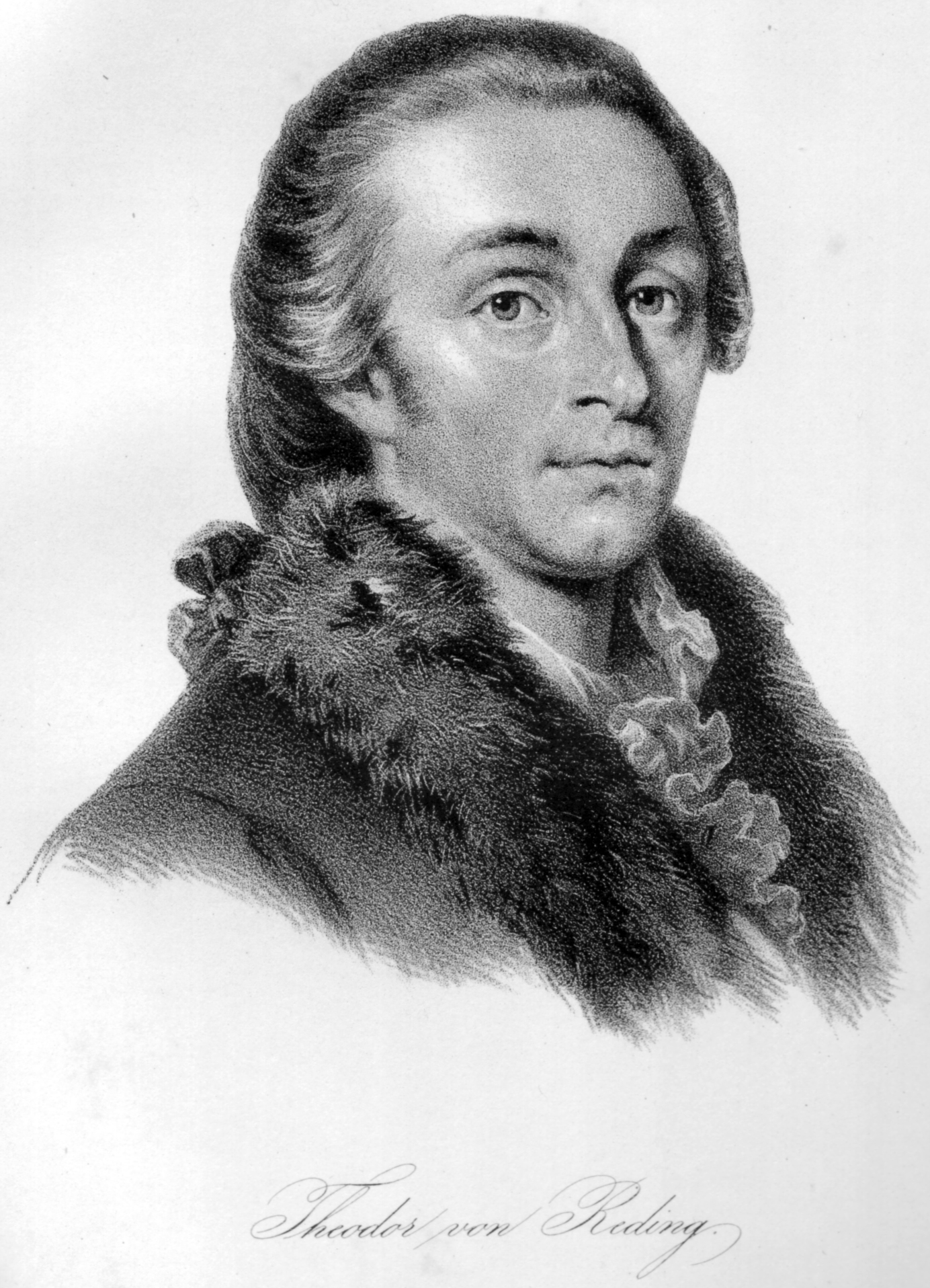
Retrato de Teodoro Reding (1882).

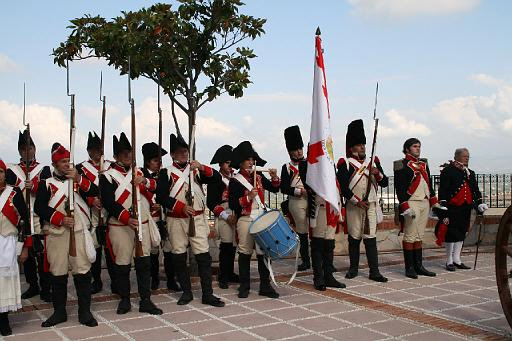
Grupo de Recreación Histórica "Regimiento Suizo de Reding n.º 3" de la Asociación Teodoro Reding, Málaga

Para recuperar su memoria se crearon la Asociación Histórico-Cultural Teodoro Reding y el Grupo de Recreación Histórica «Regimiento de Infantería de Línea Suizo de Reding n.º 3», ambos en Málaga, fundados por el malagueño Jon Valera Muñoz de Toro y fusionados en el primer colectivo. Por su iniciativa y tras cinco años recaudando donativos a través de actividades culturales y la colaboración de instituciones de Suiza, el 4 de octubre de 2019 esta asociación inauguró una estatua de bronce de dos metros y medio, obra del escultor Juan Vega Ortega, en la plaza de La Malagueta, recordando así al gobernador de Málaga y héroe de la batalla de Bailén, así como a los malagueños que participaron en la Campaña de Andalucía de 1808.